# 米丽娅姆·马约尔加
米丽娅姆·安娜伊·马约尔加（西班牙語：Miriam Anahí Mayorga；1989年11月20日—），阿根廷女子足球运动员，司职进攻中场或中后卫，目前效力于博卡青年竞技俱乐部和阿根廷国家女子足球队。她曾代表阿根廷参加2023年国际足联女子世界杯和2024年美洲女子金杯等多场国际赛事。